# 北大呑村
北大呑村（きたおおのみむら）は、石川県鹿島郡に存在した村。
村の名称は、江戸時代の「大呑荘」の北側だったことによる。

## 地理
- 現在の七尾市の東部に位置する。
- 海岸沿いは漁村で漁業が主要産業であり、ブリ、マグロ、タラなどの水揚げが多かった。山間部は林業が盛んで、木炭、竹などが産出された[1]。
- 山：伊掛山 (252.3m)
- 河川：八幡川

## 歴史
- 1889年（明治22年）4月1日 - 町村制の施行により、鹿島郡佐々波村、菅沢村、須能村、麻生村、小栗村、清水平村、外林村、庵村、江泊村、柑子山村及び大野木村を廃し、その区域をもって鹿島郡北大呑村を設置する。
- 1907年（明治40年）頃 – 南隣との南大呑村と合併協議が行われたが、合併は頓挫[1]。
- 1954年（昭和29年）3月31日 - 鹿島郡北大呑村、南大呑村、崎山村及び高階村を廃し、その区域を七尾市に編入する。11大字は七尾市の町に継承。このうち、旧北大呑村字柑子山の区域は柑子町に設定する。

## 人口
| 年               | 世帯数 | 人口  |
| ---------------- | ------ | ----- |
| 1889（明治22年） | 385    | 2,565 |
| 1920（大正9年）  | 458    | 2,894 |
| 1953（昭和28年） | 522    | 3,235 |

## 経済
農業
『大日本篤農家名鑑』によれば北大呑村の篤農家は、「石垣為次、石垣成一、辻藤作」などである。

## 交通
- 二級国道160号七尾高岡線（現在の国道160号）

## 教育
- 北大呑村立北大呑中学校
- 北大呑村立江泊小学校
- 北大呑村立庵小学校
- 北大呑村立佐々波小学校
- 北大呑村立清水平小学校